# 写真集

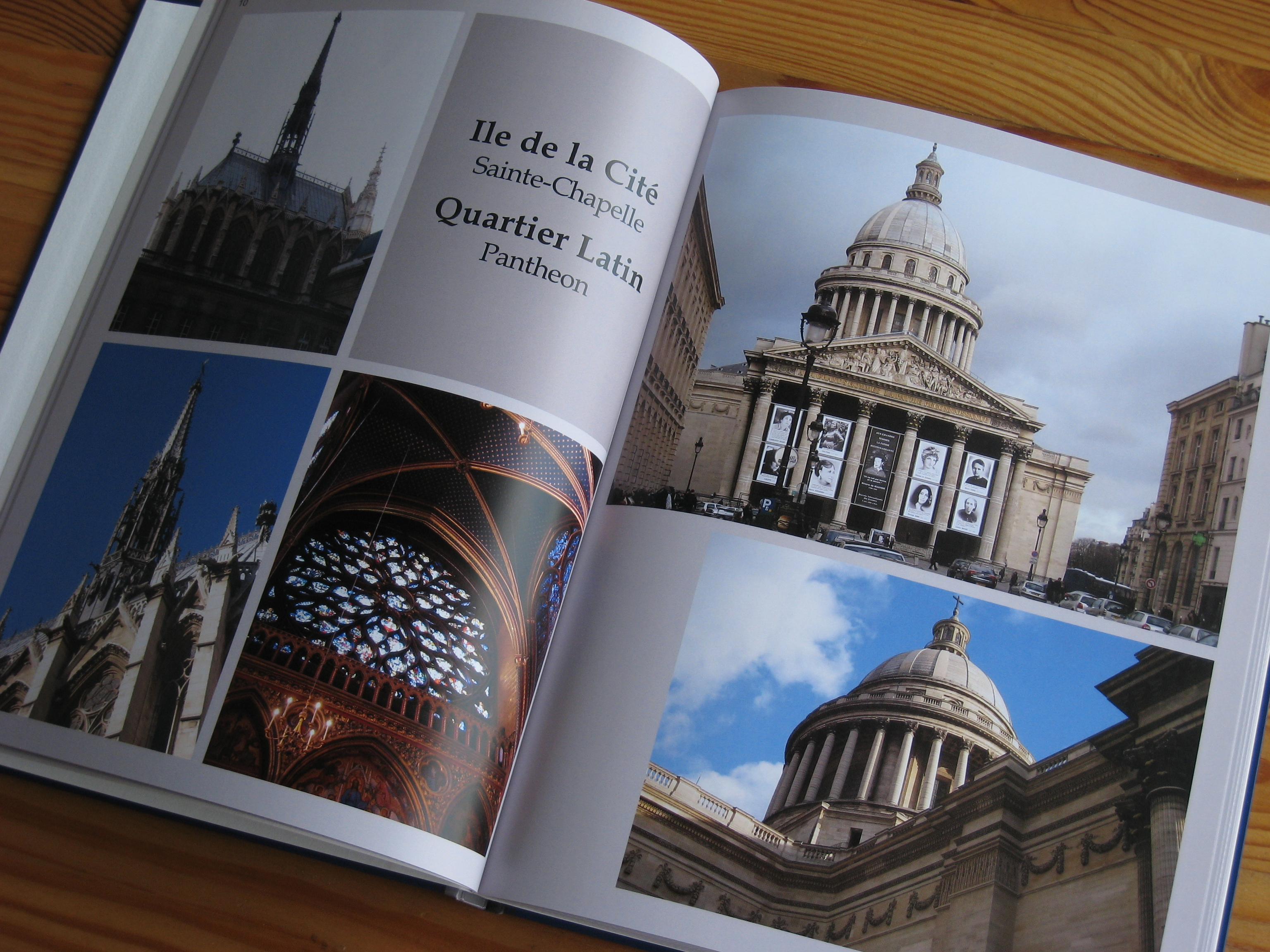
建造物を主題とした写真集

写真集（しゃしんしゅう）とは、数十から数百の写真を、あるコンセプトによって編集したもの。印刷物である場合が多いが、印画紙そのもので構成されたもの、CD-ROMなどのデジタル媒体の場合もある。
対象となる被写体は、人物、動植物、建築物、鉱物、天体等、さまざまである。テーマも、報道、スポーツ、ヌード、風景等、多岐にわたる。
撮影の対象を重視する場合と、撮影者を重視する場合の、大きく2つに分ける考え方もある。前者は、例えば、アイドル写真集（タレント写真集）、猫や犬などの動物の写真集や一部の報道写真集（「20世紀を写す」といった類のもの）であり、後者は、例えば、アンリ・カルティエ＝ブレッソンやアンドレ・ケルテスなどの写真家の写真集である。

## 歴史

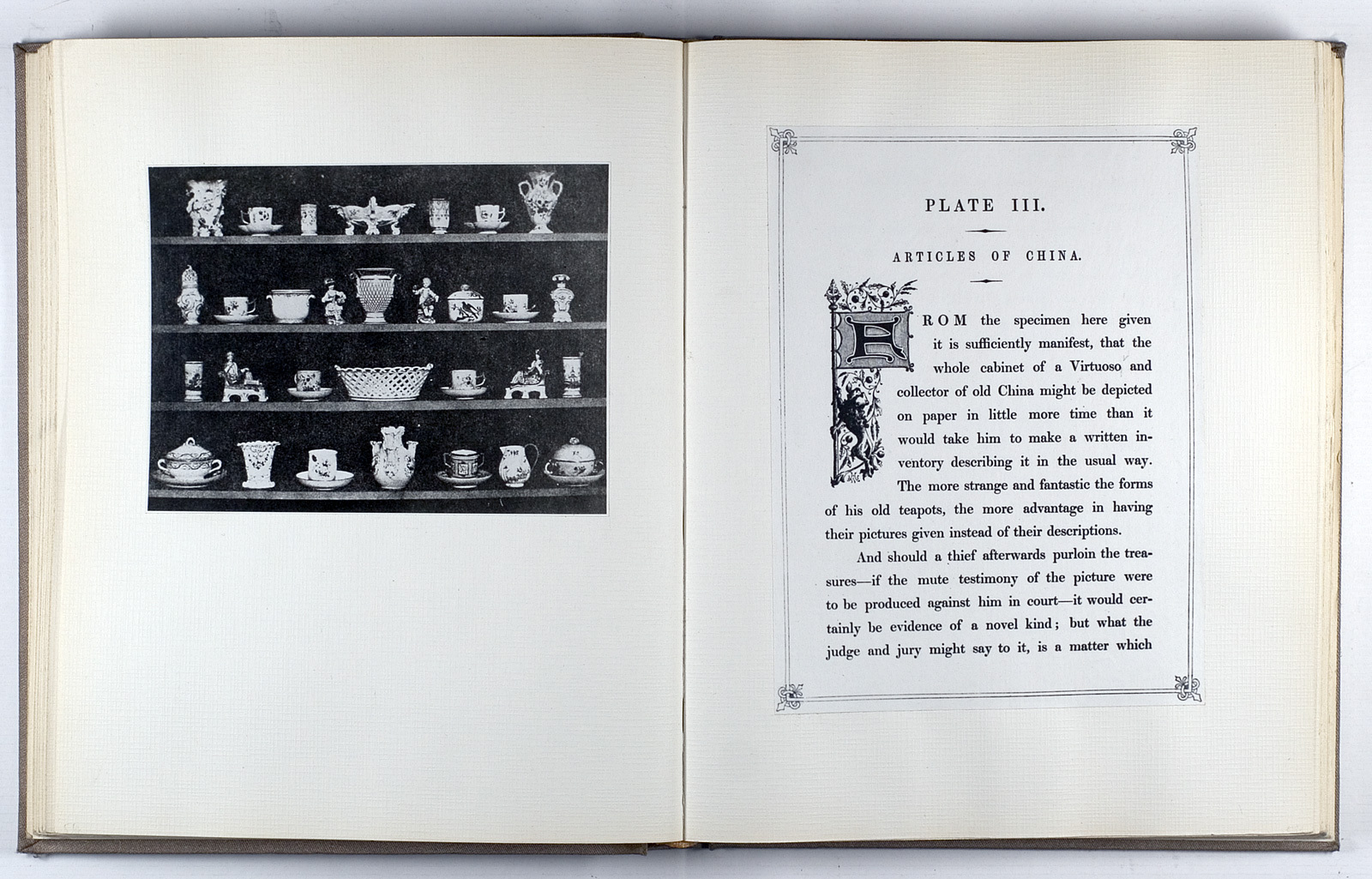
世界最古とされる写真集『自然の鉛筆』

写真集をどのように定義するかによってその起源はまちまちであるが、「複数の写真をまとめた複製可能なもの」の始まりとしてはタルボットによって1841年作られた「自然の鉛筆」が挙げられる。タルボットの発明したカロタイプはそれまで一般的であったダゲレオタイプに対して、ネガ-ポジ法によって複製を作ることが可能であった。そこで彼はカロタイプの技術を広めるために、写真集という形で発表することにした。（この「自然の鉛筆」の一冊が東京都写真美術館に収蔵されている）

### 年表
写真史を見る上で重要な、写真集にまつわる出来事を挙げる。
- 1841年、フォックス・タルボットによる世界初の写真集「自然の鉛筆」が出版される
- 1938年、ニューヨーク近代美術館(MoMA)にてウォーカー・エバンスが写真家として初めて開催される。展覧会カタログ「American Photographs,1938」はそれまでの一枚ずつ見せる形から、一連の流れで編集されており、近代的な写真集の始まりとされる。
- 1952年、アンリ・カルティエ＝ブレッソン写真集、「Images a la Sauvette（決定的瞬間）」が出版される。表紙はアンリ・マティス。
- 1955年、MoMAにて「The Family of Man（人間家族）」展が開催される。展示を含め、人間が生まれてから死ぬまでの時間軸にそってエリオット・アーウィット、アンリ・カルティエ＝ブレッソン、ロバート・キャパなどの写真を並べるカタログの編集方法は、その後の写真集作りに大きな影響を与えた。
- 1960年、土門拳写真集「筑豊のこどもたち」出版。
- 1971年、荒木経惟写真集「センチメンタルな旅」出版。私写真の幕開け。
- 1991年、荒木経惟写真集「センチメンタルな旅・冬の旅」出版。「愛しのチロ」とともに日本の写真集としては異例のロングセラーになる。これに合わせて行われた篠山紀信との対談で両者の考え方の違いから絶交状態になる（→「センチメンタルな旅・冬の旅」論争）。篠山紀信 撮影、宮沢りえ写真集「Santa Fe」が出版される。日本における写真集の売り上げトップに。
- 1992年、土屋勝がアメリカで購入したロバート・メイプルソープ写真集が猥褻物であると税関で没収される。（その後2008年、最高裁判決として、国内持ち込み禁止処分は違法であると判決が下された。→メイプルソープ写真集税関訴訟のページ）

- 1996年、荒木経惟 撮影の藤田朋子写真集「遠野小説」（風雅書房）ISBN 9784894241190出版停止に。
- 2006年、共同出版によって写真集の発行を行っていた新風舎の平間至写真賞から平間至が審査委員長を辞退。

## 写真集を多く刊行している主要な出版社
- アイピーシー
- 赤々舎
- Steidl（英語版）

## 関連書籍
- 「Bhutan: A Visual Odyssey Across the Last Himalayan Kingdom」ISBN 0974246905　ギネスブック認定の世界一大きい写真集。見開きサイズで5×7フィート(約150×210cm)。重量は約130ポンド(約59kg)。